# Homoeocera lophocera
Homoeocera lophocera là một loài bướm đêm thuộc phân họ Arctiinae, họ Erebidae.